# Rjukan

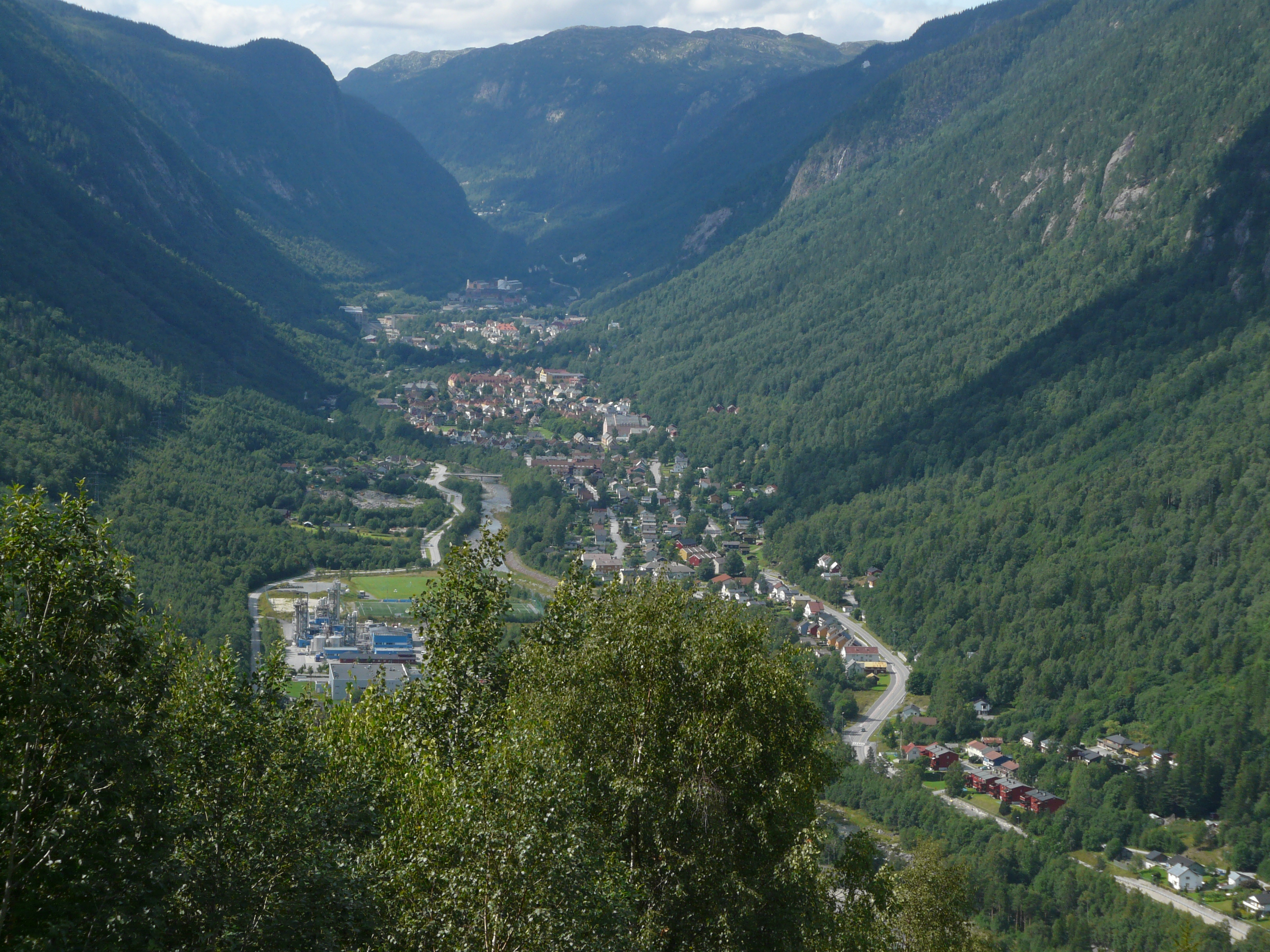
Zicht op Rjukan

Rjukan is een plaats in de gemeente Tinn in de provincie Telemark in Noorwegen. Het is een van de weinige steden in Noorwegen die op de tekentafel zijn ontworpen.

## Ligging
De plaats ligt in het Hjartdal, ten zuidoosten van de hoogvlakte Hardangervidda. Omliggende plaatsen zijn Vinje, Tokke, Seljord en Notodden.

## Waterkrachtcentrale
Het dankt zijn bekendheid aan de waterkrachtcentrale van Norsk Hydro in het plaatsje Vemork, die van 1906 tot 1911 werd gebouwd om energie op te wekken uit de Rjukanfoss, een 104 m hoge waterval. Rjukan werd ontworpen voor de arbeiders van de centrale. Op zijn hoogtepunt had de plaats 12.000 inwoners. Anno 2013 zijn daar nog maar ruim 3200 van over. De hoofdweg in Rjukan is vernoemd naar een van de oprichters van Norsk Hydro, Sam Eyde.
De waterkrachtcentrale is tegenwoordig een museum. Dit Norsk industriarbeidermuseum (NIA) geeft een beeld van de Noorse arbeider en zijn leven. Ten tijde van de bouw was het de grootste waterkrachtcentrale ter wereld. Met behulp van de opgewekte energie werd in 1905 de ontwikkeling gestart van de zogenaamde Birkeland-Eyde methode voor het produceren van stikstofmest op basis van stikstof uit de lucht, genoemd naar de mannen erachter, de ingenieur en industrieel Sam Eyde en de professor en uitvinder Kristian Birkeland, en in een nabijgelegen fabriek kunstmest gefabriceerd. In 1929 werd de fabricage overgeplaatst naar Herøya in Porsgrunn. De vrijgekomen fabrieksgebouwen werden ingericht voor de productie van zwaar water, dat in 1934 van start ging. De Rjukanban, de spoorlijn waarover de kunstmest en het zwaar water uit deze fabriek werden getransporteerd, is buiten bedrijf.
Tijdens de Tweede Wereldoorlog bezette Nazi-Duitsland Noorwegen en werd het zwaar water gebruikt voor de ontwikkeling van een atoombom. Ten gevolge van sabotage, waarbij onder meer de veerboot Hydro, geladen met tankwagons met zwaar water tot zinken te brengen, door een aantal door het Britse SOE opgeleide leden van het Noors verzet, werd in 1943 verder transport van het zwaar water voorkomen. Deze actie staat bekend als Operatie Gunnerside.
Het fabrieksgebouw, Thorwald Astrup, werd in 1977 afgebroken. Er zijn plannen om de spoorlijn en de veerpont die de wagons over het nabijgelegen meer, de Tinnsjå, vervoerde, tot monument te maken. Het geheel - bekend als de industriële erfgoedsite Rjukan-Notodden - is intussen UNESCO werelderfgoed.

## Kabelbaan
De uit 1928 daterende Krossoban, de eerste kabelbaan in Europa, brengt bezoekers naar een hoogte van 886 m boven de zeespiegel, waarvandaan men een prachtig uitzicht heeft over de 495 meter lager gelegen stad. De kabelbaan was een gift van Norsk Hydro aan de arbeiders, als middel om in de wintermaanden uit het smalle dal te komen en van het zonlicht te genieten.

## Zonnespiegels
Van september tot en met maart was Rjukan volledig omringd door de schaduw van de omliggende bergen. De zon bereikt in die periode het dorp niet. Boven op de berg zijn sinds het najaar van 2013, als uitvinding uit 2008 van de Noorse kunstenaar Martin Andersen, spiegels geplaatst zodat het zonlicht teruggekaatst wordt in het dorp. Het zijn de grootste zonnespiegels ter wereld, met een totale oppervlakte van 50 m².

Het idee van de spiegels ontstond al 100 jaar geleden, maar dit bleek toen te technisch en te duur om te plaatsen. Toen werd gekozen voor de Krossoban. De spiegels werden door helikopters tot op 450 meter hoogte gebracht. Het computersysteem van de spiegels, die meedraaien met de zon, draait op zonne-energie. De spiegels verlichten midden in het dorp een plaats op het marktplein. Ook Viganella in Noord-Italië heeft een gelijkaardig systeem van spiegels.

## Openluchtmuseum
In Rjukan is een klein openluchtmuseum, Tinn Museum, de waterval Rjukanfossen, het meer Tinnsjå en het meer Møsvatnet. In de omgeving ligt de berg de Gaustatopp.

## Plaats in de gemeente
- Gaustablikk

## Geboren in Rjukan
- Gunnar Sønsteby, verzetsstrijder in de Tweede Wereldoorlog

|  |  |